# Victoria Park (park i Kanada, Ontario)
Victoria Park är en park i Kanada.   Den ligger i countyt Middlesex County och provinsen Ontario, i den sydöstra delen av landet, 500 km sydväst om huvudstaden Ottawa. Victoria Park ligger 256 meter över havet.
Terrängen runt Victoria Park är platt. Runt Victoria Park är det tätbefolkat, med 819 invånare per kvadratkilometer.. Närmaste större samhälle är London, 1,4 km öster om Victoria Park.
Runt Victoria Park är det i huvudsak tätbebyggt.